# Club W71

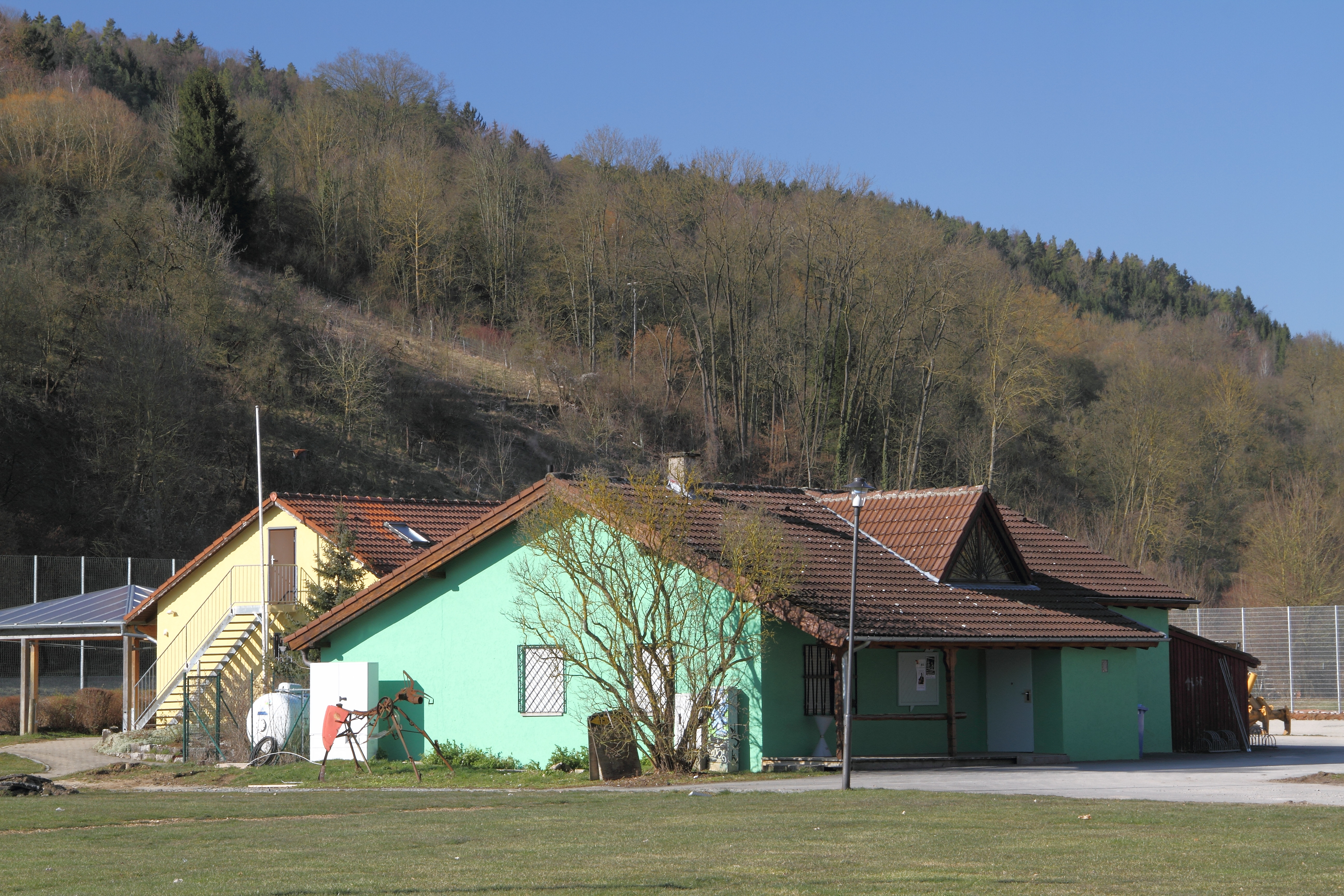
Das Gebäude des club W71 im Frühjahr 2018

Der club W71 ist ein 1971 gegründetes soziokulturelles Zentrum in Weikersheim im Main-Tauber-Kreis in Baden-Württemberg.

## Entstehungsanlass und Geschichte

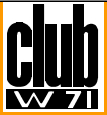
Logo des club W71

Die Initiative zum club W71 entstand, als die Ausläufer der 68er-Bewegung die nordwürttembergische Provinz und die Kleinstadt Weikersheim erreichten. Eine Gruppe von Jungsozialisten begann die kulturelle Arbeit mit der Einrichtung des Film des Monats. Bald darauf folgten erste Konzertaktivitäten im Bereich des Jazz und Folk. Hieraus entwickelte sich der Trägerverein des club W71. Der Name hat deutliche Anklänge zum kurz vorher gegründeten Club Alpha 60 in Schwäbisch Hall. Ursprünglich als Jugendtreff gedacht, veränderte sich das Konzept innerhalb kurzer Zeit in Richtung dessen, was ab ca. 1980 unter dem Begriff Soziokultur ein Bestandteil der neuen sozialen Bewegungen (Anti-AKW-Bewegung, Friedensbewegung, Frauenbewegung u. a.) wurde.

## Konzeption und Ziele

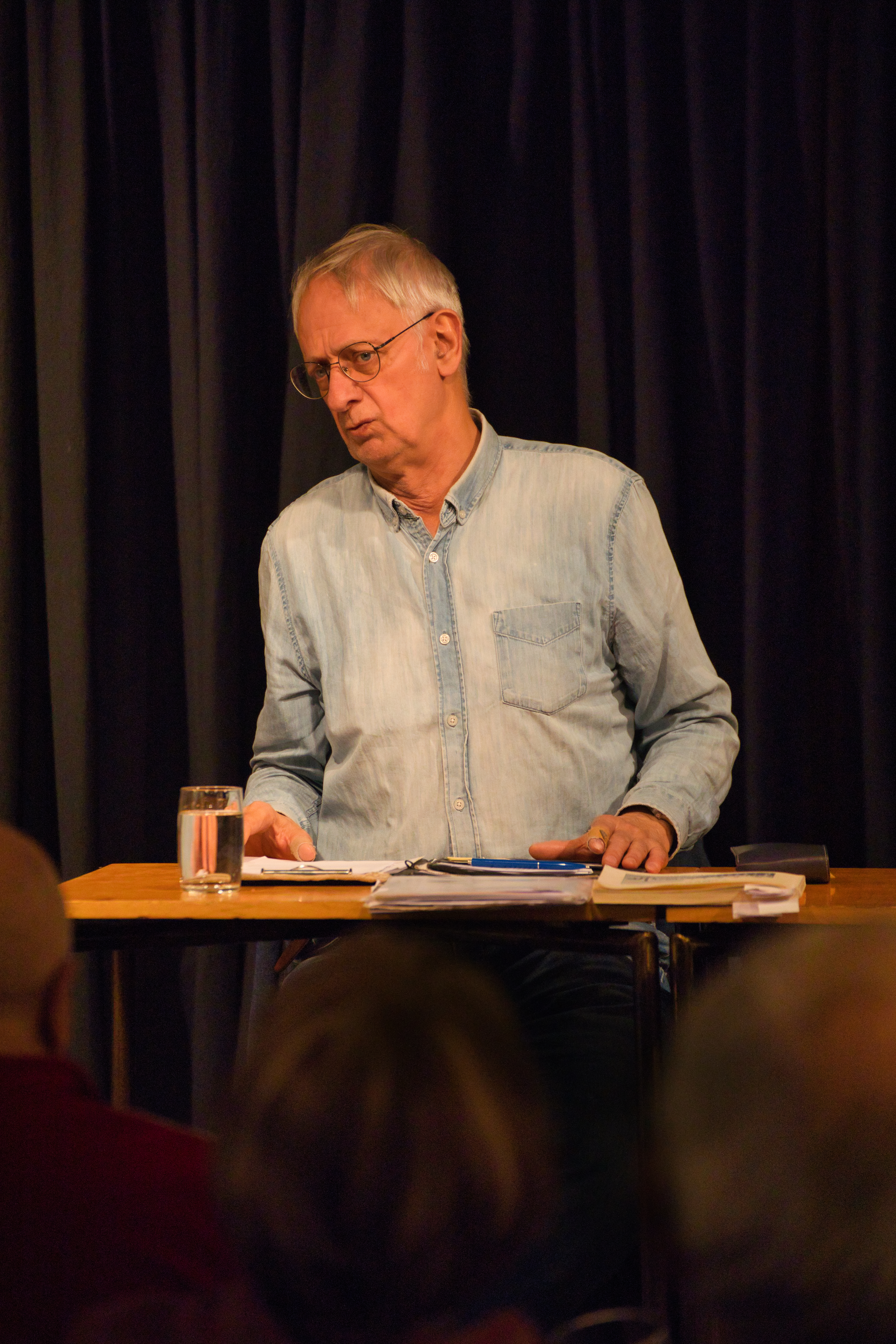
Vortrag von Winfried Wolf zur Verkehrswende, 2023

Der Trägerverein des Clubs ist ein gemeinnütziger, eingetragener Verein, der von einem jährlich gewählten Vorstandsteam geleitet und nach außen vertreten wird. Jeder ab 16 Jahren kann Mitglied werden. Die regelmäßigen Vorstandssitzungen sind grundsätzlich öffentlich, um von allen Interessierten Anregungen und Rückmeldungen erhalten zu können. Ziel des Vereins ist laut Satzung „die Förderung von Kunst und Kultur und die Förderung von Bildung und Erziehung“. Schwerpunkt des Vereins sind öffentliche Veranstaltungen und die Einrichtung und Erhaltung eines Raumes, der Möglichkeiten für verschiedenste Arbeitskreise bietet. Die Bandbreite der Arbeitskreise reicht von der Organisation von Konzerten, Lesungen und Filmvorführungen bis zu Gymnastik oder Tango Argentino. Alle Arbeiten zur Organisation von Veranstaltungen und zum Erhalt des Gebäudes werden grundsätzlich rein ehrenamtlich ausgeführt.

## Zeitgeschichte im Spiegel der Alternativkultur

### Jazz

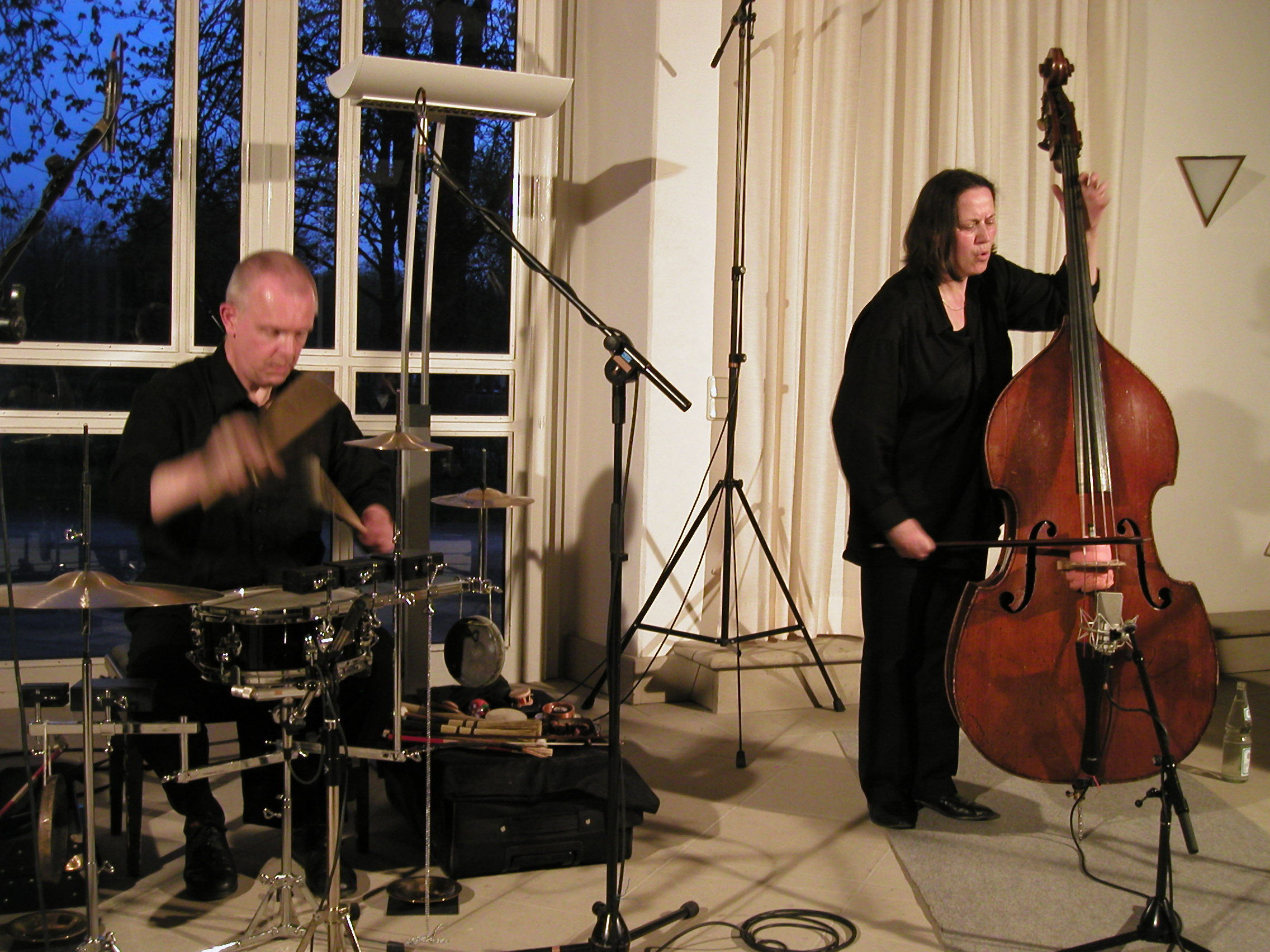
Joëlle Léandre mit Fritz Hauser und dem Quartet Noir am 23. April 2006 im Schloss Weikersheim

Insbesondere Künstlern aus dem Bereich des Free Jazz und Alternativen Musik bietet der Club von jeher eine Plattform. Schon in den ersten Konzerten mit dem norwegischen Saxophonisten Jan Garbarek oder der polnischen Michael Urbaniak Group, zeigte sich das Interesse der Veranstalter für improvisierte Musik aus Europa. Weikersheim war bald ein beliebter Auftrittsort der osteuropäischen, aber auch der westdeutschen Free Jazz Szene. Nach über dreijähriger Vorarbeit wurde es ab 1979 Künstlern aus der damaligen DDR (wie Conny Bauer und Günter Sommer) immer wieder möglich, zu Konzerten in den club W71 zu reisen. Mittlerweile hat es sich auch gezeigt, dass es gelungen ist, für experimentelle und avantgardistische Musik, ein konstantes und treues Publikum zu gewinnen. Waren die Veranstalter in der Anfangszeit noch zufrieden, „wenn mehr Zuschauer als Musiker kamen“, so muss man mit größeren Ensembles wie das Peter Brötzmann Tentett oder Ken Vandermark’s Territory Band inzwischen in das Kulturzentrum des benachbarten Niederstetten ausweichen. Auch die Veranstaltungsräume der Jeunesses Musicales Deutschland auf Schloss Weikersheim in ihrem barocken Glanz werden regelmäßig benutzt.

### Kommunales Kino im ländlichen Raum
Der club W71 entstand aus einer Initiative von Jungsozialisten mit dem Namen Film des Monats. Die Initiative wählte besondere Filme aus, die im örtlichen Hansa-Kino einmal im Monat mit Unterstützung des Kinobetreibers im 35-mm-Format gezeigt werden konnten und sich erheblich vom üblichen Angebot eines Kleinstadtkinos unterschieden. Als der Betreiber den Film des Monats ohne weitere Absprache mit den Programmmachern Ende 1971 auslaufen ließ (offensichtlich war das Programm nicht kommerziell genug), wichen die Initiatoren auf das günstigere 16-mm-Format und in den neuen Raum aus. Die geringen Leihgebühren für Filme in diesem Format (vor allem bei Klassikern der Filmgeschichte) machten ein ambitioniertes Programm möglich. Es pendelte sich ein 2-wöchiger Abstand ein und die gebotenen Film(reihen) boten einen Querschnitt durch den deutschen und internationalen Film vom Stummfilm bis zum zeitgenössischen Experimentalfilm. Ein kommerzielles Kino im ländlichen Raum konnte es in den 1970ern nicht leisten, die Filme von Rainer Werner Fassbinder, Rosa von Praunheim oder etwa dem Dokumentarfilmer Peter Krieg zu zeigen. Das Publikum nahm es gerne an, war immer diskussionsfreudig und auch an mehrtägigen Seminaren zur Filmgeschichte oder einem bestimmten Themenkomplex interessiert. Der club W71 übernahm die Rolle eines Kommunalen Kinos, wie sie seit 1970 in ganz Deutschland entstanden.

### Folk in den 1970ern
Die Gründungszeit des club W71 fiel zusammen mit der Wiedergeburt der Folkbewegung in Deutschland. Nach dem Ende des NS-Regimes haftete der (deutschsprachigen) Volksmusik unter der Jugend ein negativer Beigeschmack an. Doch in den Jahren nach 1960 wurde der Folk aus Amerika und Großbritannien immer populärer und ab 1970 erlebte die deutschsprachige Folkbewegung ihren Durchbruch. Sowohl die englischsprachige Musik, als auch deutschsprachige Vertreter wie z. B. Zupfgeigenhansel und Fiedel Michel waren das ganze Jahrzehnt über im Club präsent und lieferten den kritischen Soundtrack zur Anti-AKW-Bewegung, dem Deutschen Herbst oder der Bürgerinitiative gegen eine Teststrecke des Daimler-Benz-Konzerns im nahegelegenen Boxberg. Als sich der Folk am Ende des Jahrzehnts elektrifizierte, fand auch dies seinen Niederschlag im Auftritt der Band Cochise. Ab 1980 kam es zum Abflauen der Folkbewegung und die sogenannte Weltmusik trat mehr in den Vordergrund.

### Punk und Weltmusik seit den 1980ern

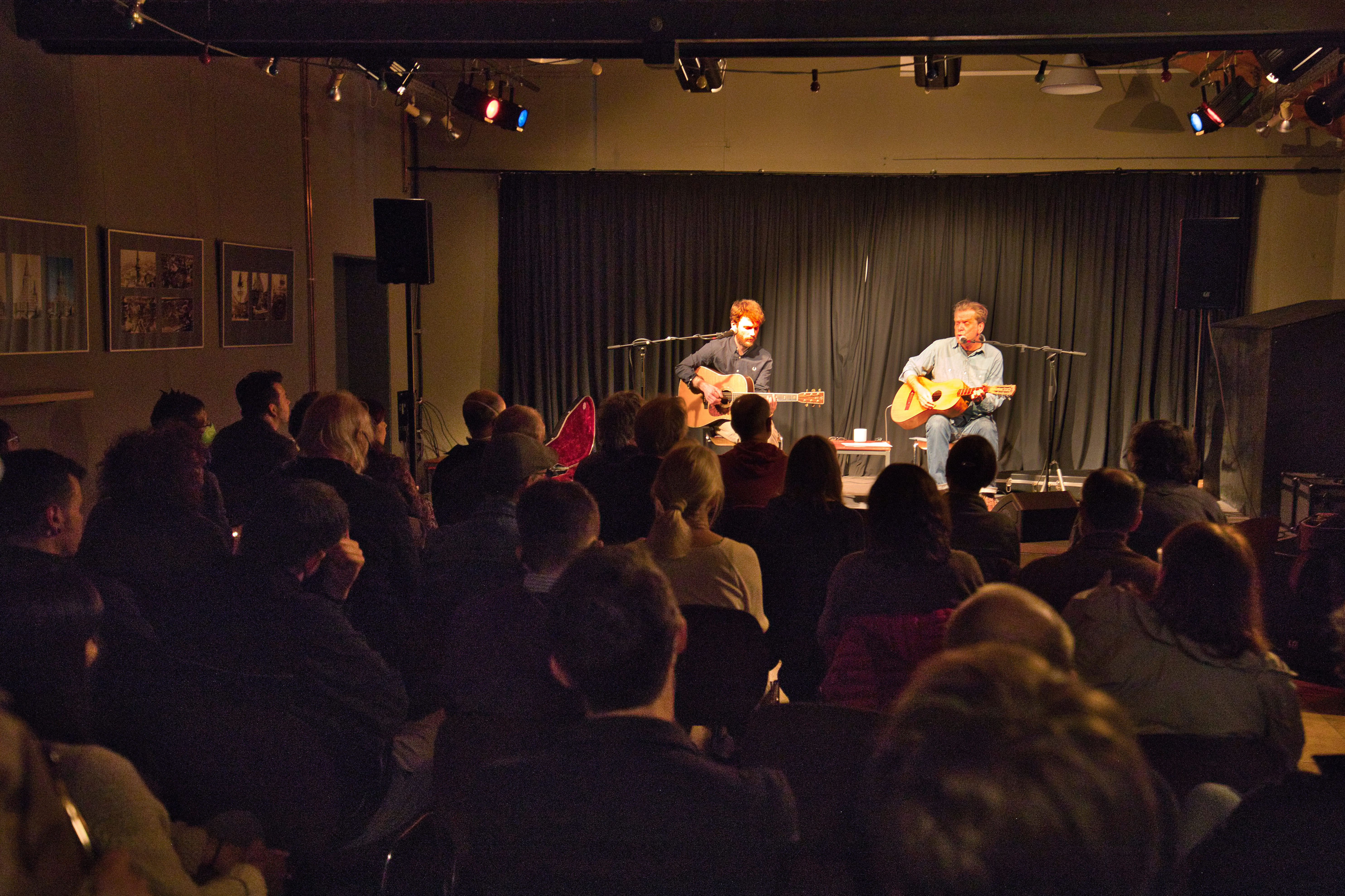
Jeb Loy Nichols & Clovis Phillips, 2022

So wie sich ab Ende der 1970er Jahre die Rockmusik durch den Punk grundsätzlich ändern sollte, kam es in den 1980ern auch bei den Anhängern traditionellerer Musik durch die sogenannte Weltmusik zu einer nachhaltigen Änderung ihrer Hörgewohnheiten. Der Punk sollte sich von einer Protestbewegung zu einem etablierten Musikgenre wandeln. Als Beispiel hierfür können die späteren Superstars Die toten Hosen genannt werden, während sich andere Bands wie Die Mimmi’s auch nach 20 Jahren immer noch ausdrücklich einer Kommerzialisierung verweigern. Andere Punkbands wie die Mekons entdeckten Einflüsse wie Hank Williams und den britischen Folk für sich und schufen eine harte Version von Countrymusik. All diesen Tendenzen wurde im club W71 Rechnung getragen.
Auf der anderen Seite des musikalischen Spektrums erhielten immer mehr Musiker aus Afrika und Asien die Möglichkeit von Auftritten in Deutschland und Europa. Gelang es z. B. dem senegalesischen Sänger und Komponisten Youssou N’Dour noch 1985 gerade einmal, drei Auftrittsmöglichkeiten in Deutschland (München, Weikersheim und Frankfurt) zu bekommen, sollte sich in wenigen Jahren ein kommerzieller Erfolg dieses Musikers einstellen, wie er vorher undenkbar gewesen wäre.
Wenn aber (auch im Bereich alternativer Musik) die Grenzen zwischen den Genres Jazz, Punk, Weltmusik und anderen Einflüssen radikal durchbrochen werden, ist es für experimentelle Projekte auch 2008 schwierig, geeignete Auftrittsorte zu finden. So war der club W71 der einzige Veranstalter in Deutschland, der ein Konzert der Gitarristen Terrie Ex und Andy Moor von der niederländischen Anarcho-Punk-Band The Ex mit dem Saxophonisten Ken Vandermark und dem Schlagzeuger Paal Nilssen-Love ermöglichte.
2016, 2017, 2018 und 2022 erhielt der club w71 jeweils den Förderpreis APPLAUS der Initiative Musik für sein Jazzprogramm in der „Kategorie 3“ (für kleine Spielstätten).

## Gebäude

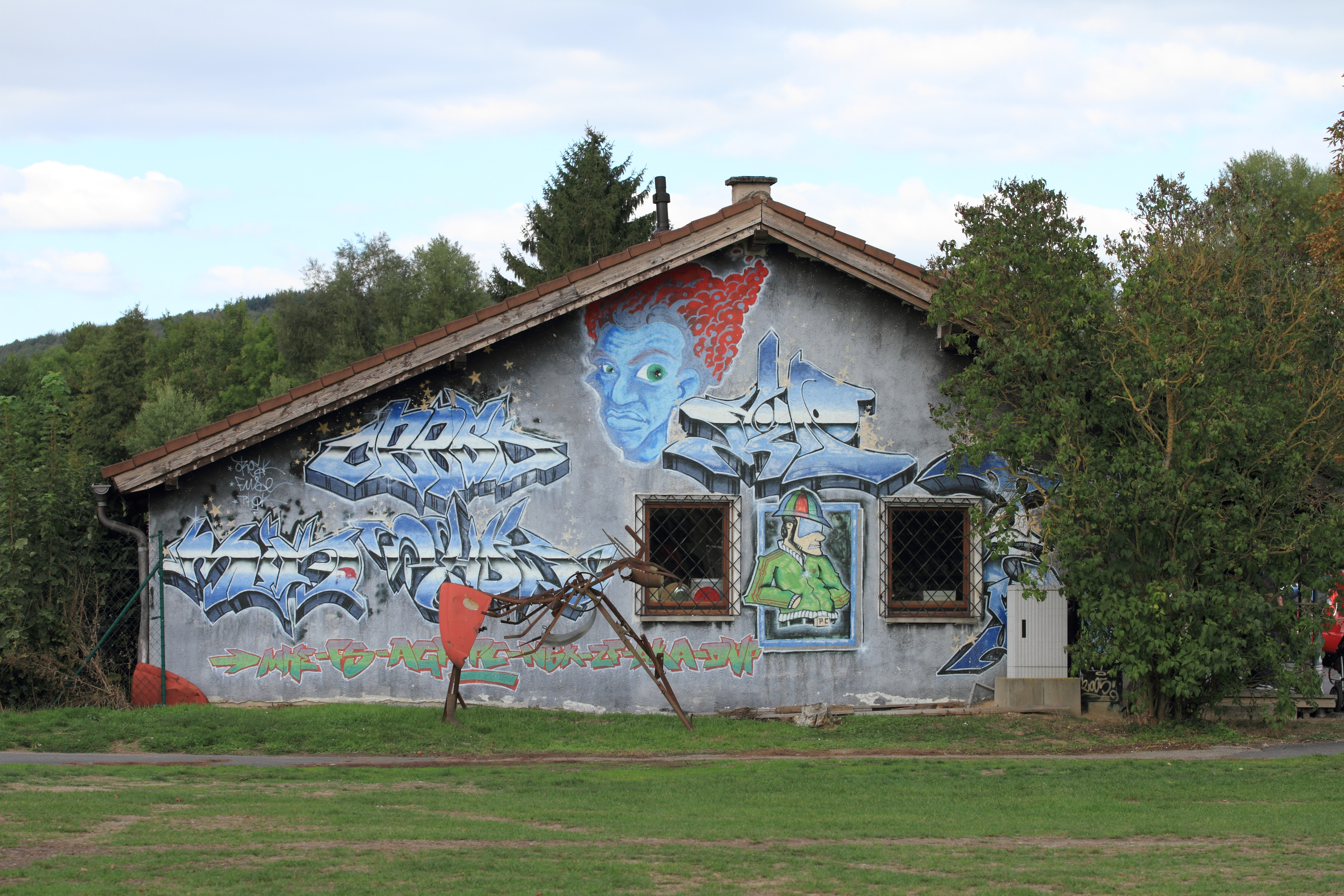
Gebäude des club W71 2015

Das Gebäude des club W71 liegt am Rande von Weikersheim, zwischen den Sportplätzen, d. h. ohne unmittelbare Nachbarschaft. Ursprünglich ein Kiosk für Campingbesucher wurde das Gebäude 1974 vom Verein erweitert. 1984 brannte das Gebäude aus ungeklärter Ursache vollständig ab und wurde mit Versicherungsgeldern und sehr hoher Eigenleistung der Mitglieder in leicht verbesserter Form wieder aufgebaut. Das Gebäude hat nur einen Veranstaltungsraum, der unbestuhlt ca. 150 Besucher fasst.

## Auswahl von Künstlern, die bisher im club W71 auftraten

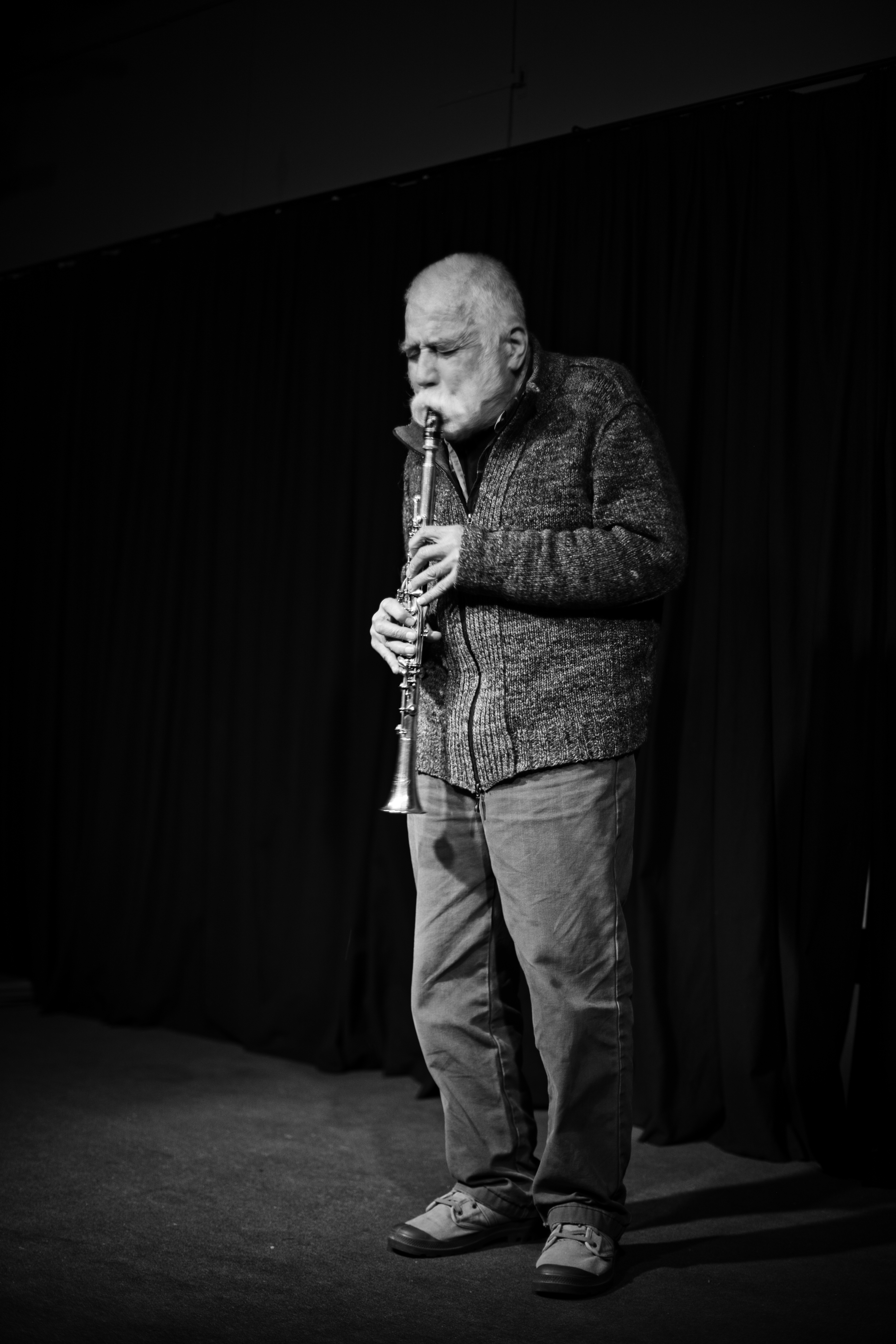
Peter Brötzmann am 15. Januar 2023

Franz Hohler, Floh de Cologne, Peter Kowald, Lutz Görner, Die 3 Tornados, Hannes Bauer, Cochise, Keith Tippett, Die Mimmi’s, Youssou N’Dour, Klaus Theweleit, Sainkho Namtchylak, Tocotronic, Wladimir Kaminer, Dälek, Blumfeld, Kathrin Röggla, Otomo Yoshihide, Paul Lovens, Rocko Schamoni, Siegfried Zimmerschied, Dieter Bihlmaier, Ed Kröger, Günter Sommer, Fitzgerald Kusz, Zoogz Rift, L7 und William Parker. Der mit Abstand am häufigsten aufgetretene Künstler war mit 16 Konzerten in unterschiedlichsten Besetzungen der Free-Jazz-Saxophonist Peter Brötzmann, der hier auch eines seiner letzten Solokonzerte vor seinem Tod 2023 spielte.